# 河北体育学院
河北体育学院，简称河北体院，是中华人民共和国的一所全日制本科公办省属普通高等学校，位于河北省石家庄市。

## 历史沿革
1985年，河北师范学院体育系和河北省体育运动委员会体育专科班合并为河北体育学院。

## 系部设置
- 学校体育系
- 运动训练系
- 社会体育系
- 武术系
- 运动人体科学系
- 外语系
- 体育艺术系
- 冰雪运动系
- 射击学院
- 社会科学教学部
- 马克思主义学院
- 继续教育部
- 体育运动学校[4]